# Cathy Féchoz
Cathy Féchoz, née le 23 mai 1969 à Moûtiers, est une skieuse acrobatique française, spécialisée dans le ballet à ski . Elle a notamment obtenu la deuxième place de l'épreuve de démonstration de ballet à ski aux Jeux olympiques d'hiver de 1992 à Albertville et a remporté deux médailles de bronze aux Championnats du monde. 

## Palmarès

### Jeux olympiques d'hiver
- Jeux olympiques d'hiver de 1992 à Albertville (France) :
  -  Médaille d'argent en ballet à ski (sport de démonstration)

### Championnats du monde de ski acrobatique
- Championnats du monde de ski acrobatique de 1991 à Lake Placid (États-Unis) :
  -  Médaille de bronze en ballet à ski.
- Championnats du monde de ski acrobatique de 1993 à Altenmarkt-Zauchensee (Autriche) :
  -  Médaille de bronze en ballet à ski.

### Coupe du monde de ski acrobatique
- Meilleur classement général : 9e en 1994.
- Classement en ballet à ski : 3e en 1992, 1994 et 1995.
- 25 podiums dont 6 victoires dans les épreuves de coupe du monde.